# Apomys abrae
Apomys abrae é uma espécie de roedor da família Muridae.
Apenas pode ser encontrada na Filipinas.